# Тануи, Уильям
Уильям Киптарус Тануи (22 февраля 1964) — кенийский бегун на средние дистанции. Олимпийский чемпион 1992 года на дистанции 800 метров. Победитель всеафриканских игр 1991 года. На чемпионате мира 1993 года финишировал на 7-м месте на дистанции 800 метров. В 1990 году выиграл чемпионат Африки в беге на 800 метров с результатом 1.46,80.
На Олимпиаде в Атланте занял 5-е место в беге на 1500 метров.